# Saxparty 7
Saxparty 7 är ett studioalbum från 1980 utgivet av det svenska dansbandet Ingmar Nordströms på skivmärket Frituna. Albumet placerade sig som högst på femte plats på den svenska albumlistan. Albumet återutgavs 1991 till CD.

## Låtlista
1. Xanadu (svenskspråkig version)
2. Aloha Oe
3. One More Reggae for the Road
4. Lödder (Soap)
5. Fånga en vind
6. Tammy
7. American Patrol
8. Mot alla vindar (Against the Wind)
9. It's a Real Good Feeling
10. Trudie
11. Om du stannar kvar
12. Begin the Beguine
13. I Have a Dream
14. Can't Smile Without You

## Listplaceringar
| Lista (1980-1981) | Topplacering |
| ----------------- | ------------ |
| Sverige           | 5            |

### Fotnoter
1. ↑  Listplacering